# Kabinett Peña Nieto

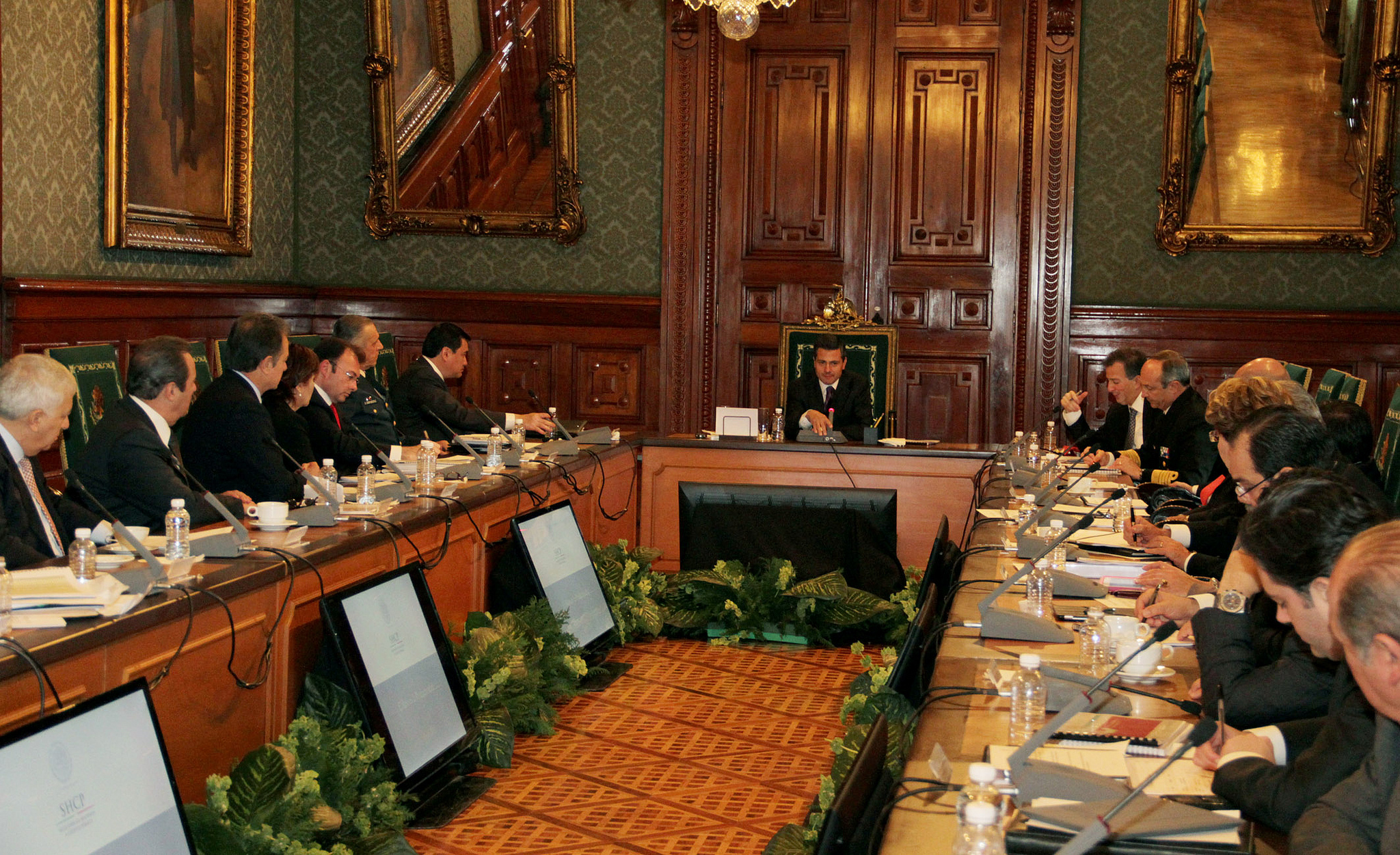
Treffen von Enrique Peña Nieto mit seinem Kabinett im Nationalpalast in Mexiko-Stadt am 16. Januar 2013.

Das Kabinett Peña Nieto bildete vom 1. Dezember 2012 bis zum 30. November 2018 die Regierung von Mexiko. Es löste 2012 das Kabinett Calderón ab und wurde anschließend 2018 selbst vom Kabinett López Obrador abgelöst.

## Kabinettsmitglieder
| Amt oder Ressort                                                                                  | Amtsinhaber                       | Amtsinhaber                    | Amtszeit                              |
| ------------------------------------------------------------------------------------------------- | --------------------------------- | ------------------------------ | ------------------------------------- |
| Präsident                                                                                         |                                   | Enrique Peña Nieto             | 1. Dezember 2012 – 30. November 2018  |
| Inneres                                                                                           |                                   | Miguel Ángel Osorio Chong      | 1. Dezember 2012 – 9. Januar 2018     |
| Inneres                                                                                           |                                   | Alfonso Navarret Prida         | 10. Januar 2018 – 30. November 2018   |
| Auswärtiges                                                                                       |                                   | José Antonio Meade Kuribreña   | 1. Dezember 2012 – 26. August 2015    |
| Auswärtiges                                                                                       |                                   | Claudia Ruiz Massieu Salinas   | 27. August 2015 – 4. Januar 2017      |
| Auswärtiges                                                                                       |                                   | Luis Videgaray                 | 4. Januar 2017 – 30. November 2018    |
| Nationale Verteidigung                                                                            |                                   | Salvador Cienfuegos            | 1. Dezember 2012 – 30. November 2018  |
| Marine                                                                                            |                                   | Vidal Francisco Soberón Sanz   | 1. Dezember 2012 – 30. November 2018  |
| Öffentliche Sicherheit Ministerium im Januar 2013 aufgelöst                                       |                                   | Manuel Mondragón y Kalb        | 1. Dezember 2012 – 2. Januar 2013     |
| Finanzen                                                                                          |                                   | Luis Videgaray                 | 1. Dezember 2012 – 7. September 2016  |
| Finanzen                                                                                          |                                   | José Antonio Meade Kuribreña   | 7. September 2016 – 27. November 2017 |
| Finanzen                                                                                          |                                   | José Antonio González Anaya    | 27. November 2017 – 30. November 2018 |
| Soziale Entwicklung                                                                               |                                   | Rosario Robles                 | 1. Dezember 2012 – 27. August 2015    |
| Soziale Entwicklung                                                                               |                                   | José Antonio Meade Kuribreña   | 27. August 2015 – 7. September 2016   |
| Soziale Entwicklung                                                                               |                                   | Luis Miranda Nava              | 7. September 2016 – 10. Januar 2018   |
| Soziale Entwicklung                                                                               |                                   | Eviel Pérez Magaña             | 10. Januar 2018 – 30. November 2018   |
| Umwelt und natürliche Ressourcen                                                                  |                                   | Juan José Guerra Abud          | 1. Dezember 2012 – 27. August 2015    |
| Umwelt und natürliche Ressourcen                                                                  |                                   | Rafael Pacchiano Alamán        | 27. August 2015 – 30. November 2018   |
| Energie                                                                                           |                                   | Pedro Joaquín Coldwell         | 1. Dezember 2012 – 30. November 2018  |
| Wirtschaft                                                                                        |                                   | Ildefonso Guajardo Villarreal  | 1. Dezember 2012 – 30. November 2018  |
| Landwirtschaft, Viehzucht, ländliche Entwicklung, Angeln und Essen                                |                                   | Enrique Martínez y Martínez    | 1. Dezember 2012 – 27. August 2015    |
| Landwirtschaft, Viehzucht, ländliche Entwicklung, Angeln und Essen                                |                                   | José Calzada Rovirosa          | 27. August 2015 – 16. März 2018       |
| Landwirtschaft, Viehzucht, ländliche Entwicklung, Angeln und Essen                                |                                   | Baltazar Hinojosa Ochoa        | 4. April 2018 – 30. November 2018     |
| Verkehr und Kommunikation                                                                         |                                   | Gerardo Ruiz Esparza           | 1. Dezember 2012 – 30. November 2018  |
| Öffentlicher Dienst                                                                               |                                   | Virgilio Andrade Martínez      | 3. Februar 2015 – 18. Juli 2016       |
| Öffentlicher Dienst                                                                               |                                   | Arely Gómez González           | 27. Oktober 2016 – 30. November 2018  |
| Bildung                                                                                           |                                   | Emilio Chuayffet               | 1. Dezember 2012 – 27. August 2015    |
| Bildung                                                                                           |                                   | Aurelio Nuño Mayer             | 27. August 2015 – 6. Dezember 2017    |
| Bildung                                                                                           |                                   | Otto Granados Roldán           | 6. Dezember 2017 – 30. November 2018  |
| Gesundheit                                                                                        |                                   | Mercedes Juan López            | 1. Dezember 2012 – 8. Februar 2016    |
| Gesundheit                                                                                        |                                   | José Ramón Narro Robles        | 8. Februar 2016 – 30. November 2018   |
| Arbeit und Soziales                                                                               |                                   | Alfonso Navarrete Prida        | 1. Dezember 2012 – 10. Januar 2018    |
| Arbeit und Soziales                                                                               |                                   | Roberto Campa Cifrián          | 10. Januar 2018 – 30. November 2018   |
| Agrarreform am 3. Januar 2013 ins Ministerium für Agrar-, Raum- und Stadtentwicklung übergegangen |                                   | Jorge Carlos Ramírez Marín     | 1. Dezember 2012 – 2. Januar 2013     |
| Agrar-, Raum- und Stadtentwicklung                                                                | 3. Januar 2013 – 27. Februar 2015 | Jorge Carlos Ramírez Marín     |                                       |
| Agrar-, Raum- und Stadtentwicklung                                                                |                                   | Jesús Murillo Karam            | 27. Februar 2015 – 27. August 2015    |
| Agrar-, Raum- und Stadtentwicklung                                                                |                                   | Rosario Robles                 | 27. August 2015 – 30. November 2018   |
| Tourismus                                                                                         |                                   | Claudia Ruiz Massieu           | 1. Dezember 2012 – 27. August 2015    |
| Tourismus                                                                                         |                                   | Enrique de la Madrid           | 27. August 2015 – 30. November 2018   |
| Kultur                                                                                            |                                   | Rafael Tovar y de Teresa       | 21. Dezember 2015 – 10. Dezember 2016 |
| Kultur                                                                                            |                                   | María Cristina García Cepeda   | 4. Januar 2017 – 30. November 2018    |
| Rechtsberater der Regierung                                                                       |                                   | Humberto Castillejos Cervantes | 1. Dezember 2012 – 9. Juni 2017       |
| Rechtsberater der Regierung                                                                       |                                   | Misha Leonel Granados          | 9. Juni 2017 – 30. November 2018      |
| Generalstaatsanwalt                                                                               |                                   | Jesús Murillo Karam            | 4. Dezember 2012 – 27. Februar 2015   |
| Generalstaatsanwalt                                                                               |                                   | Arely Gómez González           | 3. März 2015 – 26. Oktober 2016       |
| Generalstaatsanwalt                                                                               |                                   | Raúl Cervantes Andrade         | 26. Oktober 2016 – 16. Oktober 2017   |
| Generalstaatsanwalt                                                                               |                                   | Alberto Elías Beltrán          | 16. Oktober 2017 – 30. November 2018  |
| Leiter des Büro des Präsidenten                                                                   |                                   | Aurelio Nuño Mayer             | 1. Dezember 2012 – 27. August 2015    |
| Leiter des Büro des Präsidenten                                                                   |                                   | Francisco Guzmán Ortiz         | 27. August 2015 – 30. November 2018   |